# Tachina brevirostris
Tachina brevirostris là một loài ruồi trong họ Tachinidae.